# 舍米伊 (奥恩省)
舍米伊（法語：Chemilli，法語發音：[ʃəmiji] ⓘ）是法国奥恩省的一个市镇，属于莫尔塔涅欧佩什区。

## 地理
舍米伊（48°21'49"N, 0°26'37"E）面积10.92 平方千米，位于法国诺曼底大区奧恩省，该省份为法国西北部内陆省份，北起顺时针与卡爾瓦多斯省、厄尔省、厄尔-卢瓦省、萨尔特省、马耶讷省和芒什省接壤。
与舍米伊接壤的市镇（或旧市镇、城区）包括：圣菲尔让德索尔姆、奥里尼勒鲁、叙雷、沃努瓦斯、佩尔什地区贝尔福雷。

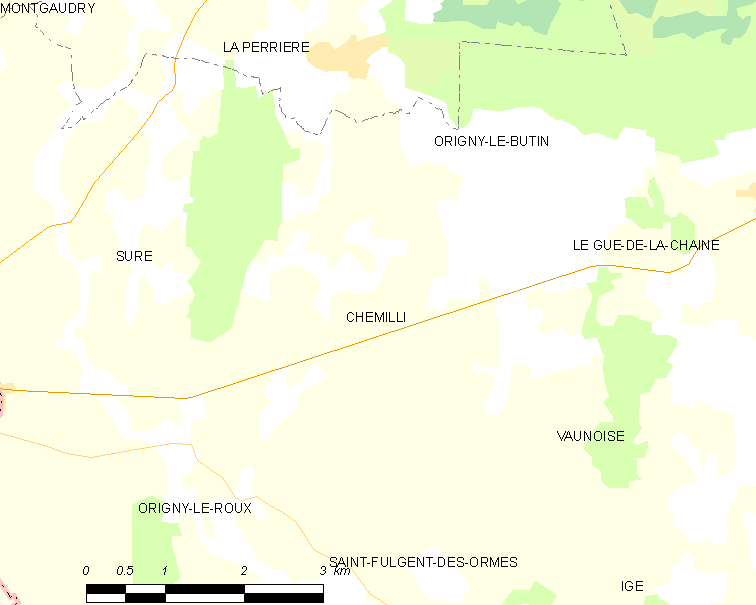
的OSM定位图

舍米伊的时区为UTC+01:00、UTC+02:00（夏令时）。

## 行政
舍米伊的邮政编码为61360，INSEE市镇编码为61105。

## 政治
舍米伊所属的省级选区为瑟通县。

## 人口

1962-2008年间人口变化图示

舍米伊于2022年1月1日时的人口数量为173人。